# Piotr Zacharow (1866–1942)
Piotr Matwiejewicz hrabia Zacharow (ur. 28 czerwca 1866, zm. 11 listopada 1942) – rosyjski generał.

## Życiorys
Zacharowowie pochodzili z dziedzicznej szlachty obwodu Wojska Dońskiego. Piotr Matwiejewicz hrabia Zacharow ukończył szkołę junkrów w Nowoczerkasku, służył w 12 pułku kozaków dońskich. Studiował w Akademii Sztabu Generalnego, a po jej ukończeniu w stopniu esauła skierowany został do Wileńskiego Okręgu Wojennego. Następnie, już jako kapitan był st. adiutantem w 1 brygadzie kawalerii, następnie w 50 Irkuckim pułku dragonów. W 1899 został podpułkownikiem, w 1901. po działaniach bojowych w Chinach, uzyskał rangę pułkownika, a w 1904 został generałem-majorem. W randze generała-lejtnanta brał udział w bojach pod Łowiczem i Wolą Szydłowską w I wojnie światowej.

## Odznaczenia
Odznaczony orderami: św. Stanisława I i III stopnia, św. Anny III stopnia, św. Włodzimierza III i IV stopnia, krzyżem św. Jerzego, srebrnym medalem pamiątkowym Aleksandra III, medalem za wyprawę do Chin 1900-1901, medalem wojny rosyjsko-japońskiej 1904-1905, medalami Czerwonego Krzyża, medalem pamiątkowym 100-lecia wojny 1812, medalem pamiątkowym 300-lecia domu Romanowów oraz kilkoma zagranicznymi: rzymskim Orderem św. Sylwestra, austriackim Orderem Żelaznej Korony II stopnia, pruskim Orderem Czerwonego Orła II stopnia z mieczami.